# Árnyék a víz alatt
Az Árnyék a víz alatt a Vízipók-csodapók című rajzfilmsorozat első évadának nyolcadik epizódja. A forgatókönyvet Kertész György írta.

## Cselekmény
Vízipókot kétszer egymás után is csúnya baleset éri. Fülescsiga meggyőzi, hogy járjon utána az ügynek, így ismerkedik meg a víztükrön korcsolyázó molnárkákkal.

## Alkotók
- Rendezte: Szabó Szabolcs, Szombati Szabó Csaba
- Írta: Kertész György
- Dramaturg: Bálint Ágnes
- Zenéjét szerezte: Pethő Zsolt
- Operatőr: Barta Irén, Losonczy Árpád
- Hangmérnök: Bársony Péter
- Vágó: Czipauer János
- Rajzolták: Balajthy László, Haui József, Hegedűs László, Kecskeméti Ilona, Újváry László
- Munkatársak: Bende Zsófi, Királyházi Jenőné, Törőcsik Jolán, Zsebényi Béla
- Színes technika: Kun Irén
- Gyártásvezető: Doroghy Judit, Vécsy Veronika
- Produkciós vezető: Imre István, Mikulás Ferenc

Készítette a Magyar Televízió megbízásából a Pannónia Filmstúdió és a Kecskeméti Filmstúdió

## Szereplők
- Vízipók: Pathó István
- Keresztespók: Harkányi Endre
- Fülescsiga: Telessy Györgyi
- Levelibéka: Gyabronka József
- Molnárkák: Faragó József, Sinkovits-Vitay András, Téri Sándor